# 緋袴

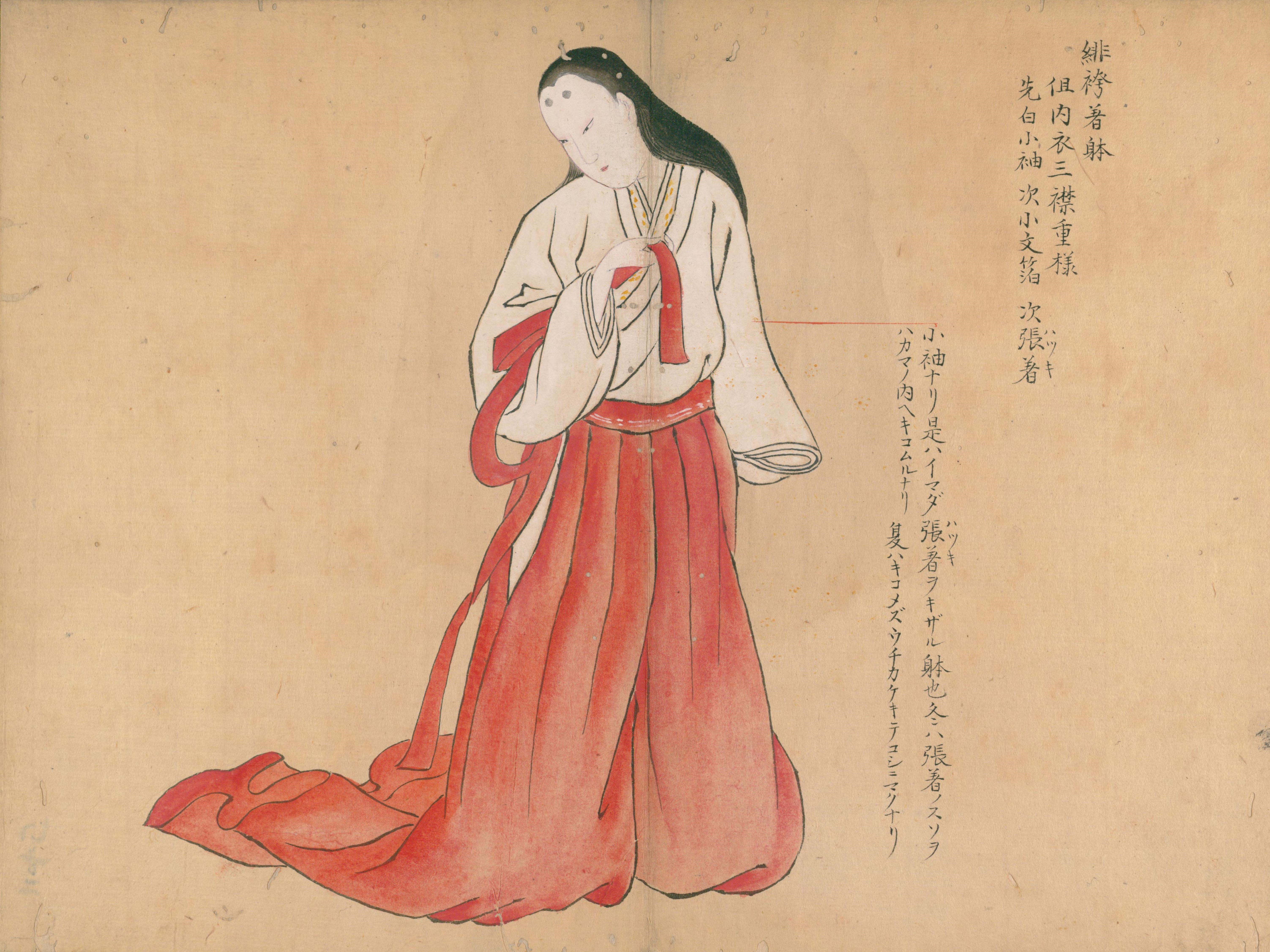
『装束着用之図』（国立国会図書館蔵）より、「緋袴」の図。

緋袴（ひばかま）は、緋の袴（ひのはかま）、あるいは紅袴（くれないのはかま）とも呼ばれ、腰から下に着用する和服（袴）の一種。広義では赤系統の色をした袴のことを指し、狭義では平安時代中期以降に、主に宮廷において女性が下衣として着用した袴を指す。今日でも巫女装束として用いられている。

## 色彩

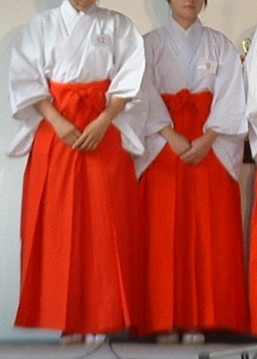
典型的な巫女装束の緋袴

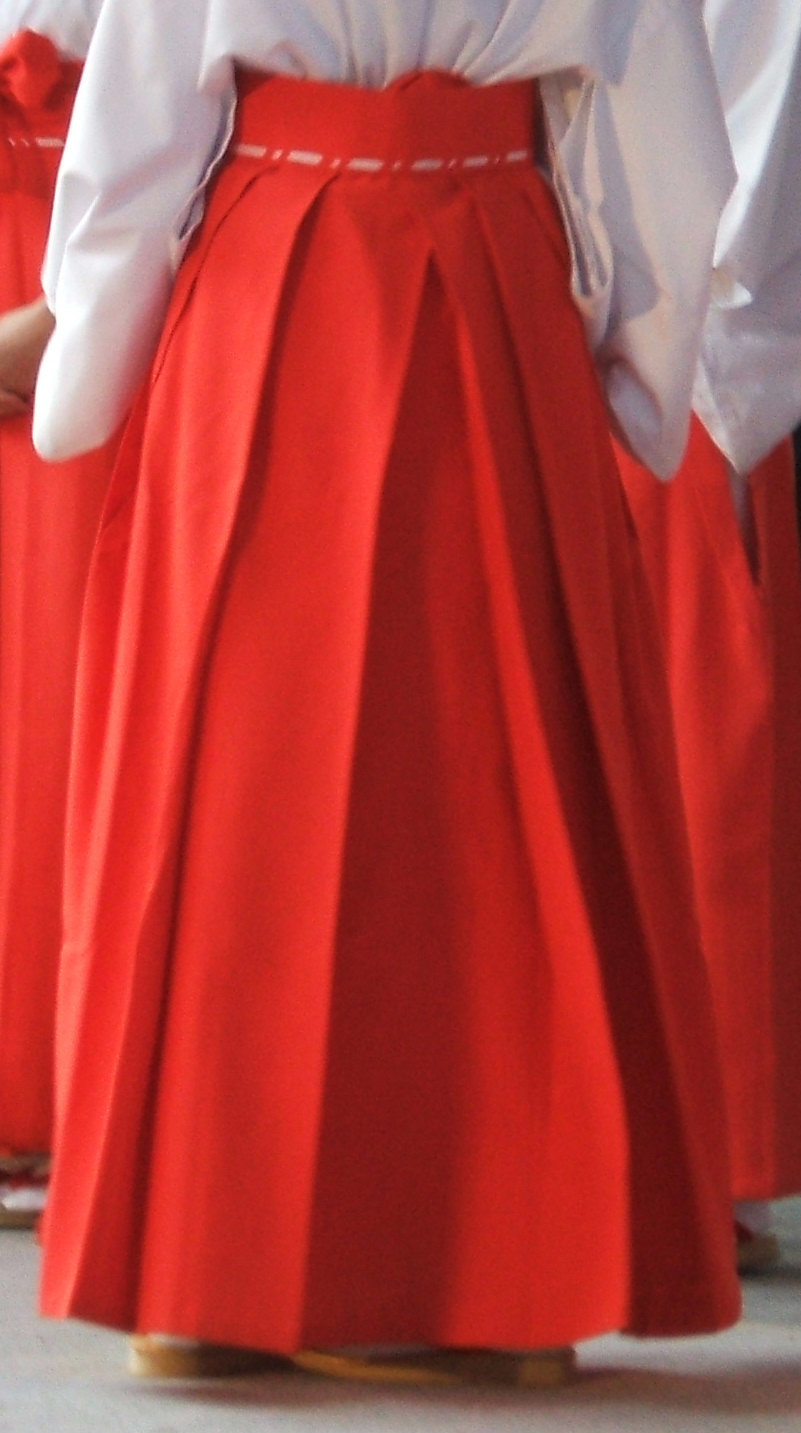
緋袴の後姿

女房装束などで着用する袴を一般的には緋袴と言うものの、着用する人の年齢などによって色彩に違いがあった。若年層は濃い紫色の「濃色（こきいろ）」を用い、基本は緋色・紅色を用いた。現在も宮中の装束や一部の神社の巫女装束にその名残が残っている。
紅花が出す深紅色が平安時代の頃から女性達の間で愛されて公式の場でもしばしば用いられた。紅花は高価でかつ火災を連想される事から度々禁止令が出されたが、全く効果がなかった。延喜17年（917年）に三善清行が出した意見書（『政事要略』所収）にも緋袴の流行を憂う一文がある程である。
凶事に当たっては吉祥を表す紅色を使うことを避けたのか、萱草色（かんぞういろ）の袴を用いた。萱草は忘れ草とも呼ばれ、別離の悲しみを癒す意味で着用した。
また平安時代には転居の際、「火」を避ける、という意味で緋袴に代えて白色の袴を着用したが鎌倉の末期にはそれは廃れてしまっていたようだ。

### 色見本
| 緋色 |  | 紅色 |  | 萱草色 |  |

## 装飾
緋袴には神職が着用する袴と同様に飾紐の装飾が付けられている。前側は結び目のため確認することが出来ないが、後側から見ると確認することが出来る。
また、同じ緋袴であってもコスプレ用の安物にはこの飾紐が省略されている。

## 宮廷の緋袴
上代に「裙（スカート様式の衣類）」の下に穿いていた肌着であった下袴が、国風文化の流れで大振りとなり、平安中期以降は表着の袴として活用されるようになった。

### 形状
形状は男性が肌着として表袴の下に着た大口袴と同じであり、両足を通す股有りのズボン式である。ただし、裾が足先まで覆うほど長く、「長袴」とも呼んだ。裾括りはなく、夏を除いて袷（あわせ）仕立てである。襞（ひだ）は、腰周囲のサイズ調整のために作る程度で、裾までは入れなかった。腰紐は1本で、そのまま腰を囲み、右脇に縦結びで結び垂らした。

### 装飾
巫女装束などでも見られる、色の濃淡を表現するための「刺縫（さしぬい）」という日本刺繍を腰部に入れる。

### 生地
皇后・中宮・女御・内親王は綾織物、女官は平絹を用いた。表地を裏地に利用する「ぶつ返し・引返（ひっかえし）」という仕立てをし、表地・裏地と同質の生地の袷となる。

### 打袴・張袴
生地表面に艶や張りを持たせるため、砧（きぬた）で打ったり・板引、糊付けなどの加工を施したものを「打袴（うちばかま）」・「張袴（はりばかま）」と称した。なお、近代では袴の生地にこのような加工はしなくなったが、鎌倉時代の遺品が熊野速玉大社に伝えられている。

## 行灯袴と緋袴
明治期に教育者の下田歌子が学習院の前身華族女学校の女学生用の袴として、襠（袴の内股に幅にゆとりを持たせるために加える布）が無く、より着脱がし易い一般に「女袴」とも呼ばれている行灯袴（あんどんはかま）を発明し、好評を受けて後に行灯型の緋袴も作られることとなった。現在の緋袴は、主にこの行灯袴が主流である。
この発明の経緯として、自身も学習院の卒業生で旧加賀藩主の家系を継ぐ侯爵・前田利為の長女酒井美意子は、「古代には裳（も：スカート）や袴を用いていたが、近世には用いられなくなっていた。しかし、それでは礼儀に欠けるというので、教授の下田歌子らの発案により、従来の緋袴（ひばかま）と指貫（さしぬき：裾をふくらませてくくった袴）とを折衷した袴がつくられた。それから長い間、女子教官や生徒はこれを常用し、一般の女学生もこれを模倣するようになる。つまり、当時の娘たちは準礼装（セミ・フォーマル）で毎日登校していたのである。学校とは学問や芸術を教えていただく場であるから、先生に敬意を表す形として服装も整えるのが礼儀である、と人々は考えていた。」と述べている。